# Staja
Staja (bardziej poprawnie staje,  stajanie) – staropolska miara długości drogi.
Istnieją dwie miary o tej samej nazwie:
1. długość bruzdy, jaką wół orał bez zatrzymywania i zawracania, odpowiadająca anglosaskiej mierze furlong. Staja taka mogła mieć różną długość: staja statutowa równała się 84 łokciom; staropolska – ok. 134 m;
2. odległość przebyta przez konia pomiędzy dwoma odpoczynkami, odpowiadająca anglosaskiej mierze o nazwie league. Taka staja, zwana milową to – ok. 893 m; a nowopolska to – ok. 1066,8 m.

Była też stosowana jako jednostka powierzchni, zwykle 1,2–1,5 ha.
Staja jest lubiana przez autorów fantasy, np. Andrzeja Sapkowskiego, gdzie zazwyczaj odpowiada 1–2,5 mili drogowej (2–4 km). W tłumaczeniu M. Skibniewskiej prac Tolkiena staja jest używana jako odpowiednik angielskiego league, które ma długość 3 mil (4,8 km).